# 베식타시 JK (농구)
베식타시(Beşiktaş J.K.)는 터키 이스탄불을 연고로 하는 프로농구단이다.

## 역대 유명 선수
- 앨런 아이버슨
- 데런 윌리엄스

## 같이 보기
- 베식타시 JK